# Брашич, Илия
Илия Брашич (серб. Илија Брашић, Ilija Brašić; 16 октября 1882 — 13 марта 1951) — югославский военный деятель, генерал армии.

## Биография
Участвовал в Первой мировой войне.
В межвоенный период занимал высокие посты в армии Королевства сербов, хорватов и словенцев.
В апреле 1941 года был назначен командующим 3-й армии, вошедшей в состав 3-й группы армий генерала М. Недича.
6 апреля 1941 года части 12-й германской армии перешли болгаро-югославскую границу и начали продвижение к реке Вардар. На южном фланге подвижные соединения, продвигаясь по долине реки Струмица, они достигли района северо-западнее Дойранского озера и повернули здесь на Салоники для решающего удара по западному флангу греческой Восточно-македонской армии. Одна пехотная дивизия продвинулась по долине реки Брегалница к реке Вардар, одно из подвижных соединений достигло важного узла дорог Скопле в долине реки Вардар. В результате этих ударов соединения армии Брашича в течение двух дней были рассеяны. Сам он был взят в плен и до 1945 года находился в заключении. После освобождения эмигрировал в США.